# جام باشگاه‌های تهران ۱۳۶۴
جام باشگاه‌های تهران ۱۳۶۴ یادوارهٔ شهدای ۱۷ شهریور ۱۳۵۷ دوره‌ای از مسابقات جام باشگاه‌های تهران بود که در سال ۱۳۶۴ برگزار شد و با قهرمانی تیم استقلال به پایان رسید.
این دوره از مسابقات پس از ناتمام ماندن جام باشگاه‌های تهران در سال قبل با حضور بیست تیم و در دو گروه ده تیمی برگزار گردید.

## جدول رده‌بندی

### گروه اول
| رتبه | باشگاه     | بازی | برد | مساوی | باخت | گل‌زده:گل‌خورده | امتیاز |
| ---- | ---------- | ---- | --- | ----- | ---- | ------------- | ------ |
| ۱    | شاهین      | ۹    | ۷   | ۲     | ۰    | ۲۰:۴          | ۱۶     |
| ۲    | استقلال    | ۹    | ۷   | ۰     | ۲    | ۲۰:۷          | ۱۴     |
| ۳    | بانک ملی   | ۹    | ۶   | ۱     | ۲    | ۱۳:۶          | ۱۳     |
| ۴    | صداوسیما   | ۹    | ۵   | ۲     | ۲    | ۱۱:۱۱         | ۱۲     |
| ۵    | پیام       | ۹    | ۲   | ۳     | ۴    | ۵:۸           | ۷      |
| ۶    | برق        | ۹    | ۲   | ۳     | ۴    | ۶:۱۲          | ۷      |
| ۷    | نفت        | ۹    | ۱   | ۴     | ۴    | ۶:۱۰          | ۶      |
| ۸    | دارایی     | ۹    | ۲   | ۲     | ۵    | ۸:۱۶          | ۶      |
| ۹    | دریانوردان | ۹    | ۱   | ۳     | ۵    | ۷:۱۲          | ۵      |
| ۱۰   | کیان       | ۹    | ۱   | ۲     | ۶    | ۸:۱۸          | ۴      |

منبع

### گروه دوم
| رتبه | باشگاه      | بازی | برد | مساوی | باخت | گل‌زده:گل‌خورده | امتیاز |
| ---- | ----------- | ---- | --- | ----- | ---- | ------------- | ------ |
| ۱    | هما         | ۹    | ۵   | ۳     | ۱    | ۱۴:۶          | ۱۳     |
| ۲    | پتروشیمی    | ۹    | ۴   | ۳     | ۲    | ۱۲:۸          | ۱۱     |
| ۳    | نیروی زمینی | ۹    | ۵   | ۱     | ۳    | ۱۰:۸          | ۱۱     |
| ۴    | پاس         | ۹    | ۴   | ۲     | ۳    | ۱۳:۱۱         | ۱۰     |
| ۵    | پرسپولیس    | ۹    | ۴   | ۲     | ۳    | ۱۱:۱۱         | ۱۰     |
| ۶    | وحدت        | ۹    | ۲   | ۴     | ۳    | ۵:۷           | ۸      |
| ۷    | اکباتان     | ۹    | ۳   | ۲     | ۴    | ۴:۷           | ۸      |
| ۸    | راه‌آهن      | ۹    | ۲   | ۳     | ۴    | ۹:۱۰          | ۷      |
| ۹    | بوتان       | ۹    | ۱   | ۵     | ۳    | ۶:۱۰          | ۷      |
| ۱۰   | آرارات      | ۹    | ۱   | ۳     | ۵    | ۷:۱۳          | ۵      |

منبع

## بازی‌های پایانی

### نیمه نهایی
| ۱۱ دی ۱۳۶۴ | استقلال             | ۱–۰ | هما | ورزشگاه آزادی                       |
|            | جعفر مختاری فر ۱۰۹' |     |     | تماشاگران: ۴۵٬۰۰۰ داور: بهمن بهلولی |

| ۱۱ دی ۱۳۶۴ | پتروشیمی | ۰–۲ | شاهین                            | ورزشگاه شیرودی                      |
|            |          |     | محمدحسین ضیایی ۲۰' مرتضی یکه ۸۷' | تماشاگران: ۱۰٬۰۰۰ داور: هادی دزفولی |

### رده‌بندی
| ۲۴ دی ۱۳۶۴ | پتروشیمی           | ۱–۳ | هما                                                 | ورزشگاه شیرودی                      |
|            | حمید دادگر ۶۸' (پ) |     | فرامرز عزتی ۳۰' مجید صالح ۵۵' فریدون رادبوی ۹۰' (پ) | تماشاگران: ۱۰٬۰۰۰ داور: هادی دزفولی |

### فینال
| ۲۴ دی ۱۳۶۴                                                            | استقلال          | ۱–۱ (و.ا.) (۴ – ۲ پنالتی)                                  | شاهین            | ورزشگاه آزادی                      |
|                                                                       | پرویز مظلومی ۴۷' |                                                            | محمود پازوکی ۷۵' | تماشاگران: ۶۰٬۰۰۰ داور: محمد صالحی |
|                                                                       | ضربات پنالتی     |                                                            |                  |                                    |
| سعید رجبی · پرویز مظلومی · مجید نامجومطلق · اصغر حاجیلو · بهتاش فریبا |                  | مهدی دینورزاده · محمود پازوکی · مرتضی یکه · محمدحسین ضیایی |                  |                                    |

منبع

## گلزنان برتر
| # |                | تعداد گل | تیم        |
| - | -------------- | -------- | ---------- |
| ۱ | کریم باوی      | ۹        | شاهین      |
| ۲ | مرتضی یکه      | ۸        | شاهین      |
| ۲ | حمید علیدوستی  | ۸        | هما        |
| ۳ | عبدالعلی چنگیز | ۶        | استقلال    |
| ۳ | جعفر مختاری‌فر  | ۶        | استقلال    |
| ۴ | پرویز مظلومی   | ۵        | استقلال    |
| ۴ | کوروش لرستانی  | ۵        | پاس        |
| ۴ | رحمان مرفاوی   | ۵        | صدا و سیما |